# Красноярский краеведческий музей
Красноя́рский краево́й краеве́дческий музе́й — один из старейших музеев Сибири и Дальнего Востока, один из крупнейших музеев России. Научно-методический центр для музеев Красноярского края и Восточной Сибири, информационный и образовательный центр. Является членом Союза музеев России с 2002 года, представлен в ИКОМ России. В 2002 году был признан лучшим региональным музеем России. Победитель конкурса «Меняющийся музей в меняющемся мире» 2008 года.
Первый консерватор (директор) музея — с 1889 по 1892 год — краевед Павел Степанович Проскуряков.
В настоящее время директор — Валентина Михайловна Ярошевская (член Президиума Союза музеев России).
Выставочная площадь — 3,5 тысячи квадратных метров. Посещаемость — более 300 тысяч человек в год.

## История музея

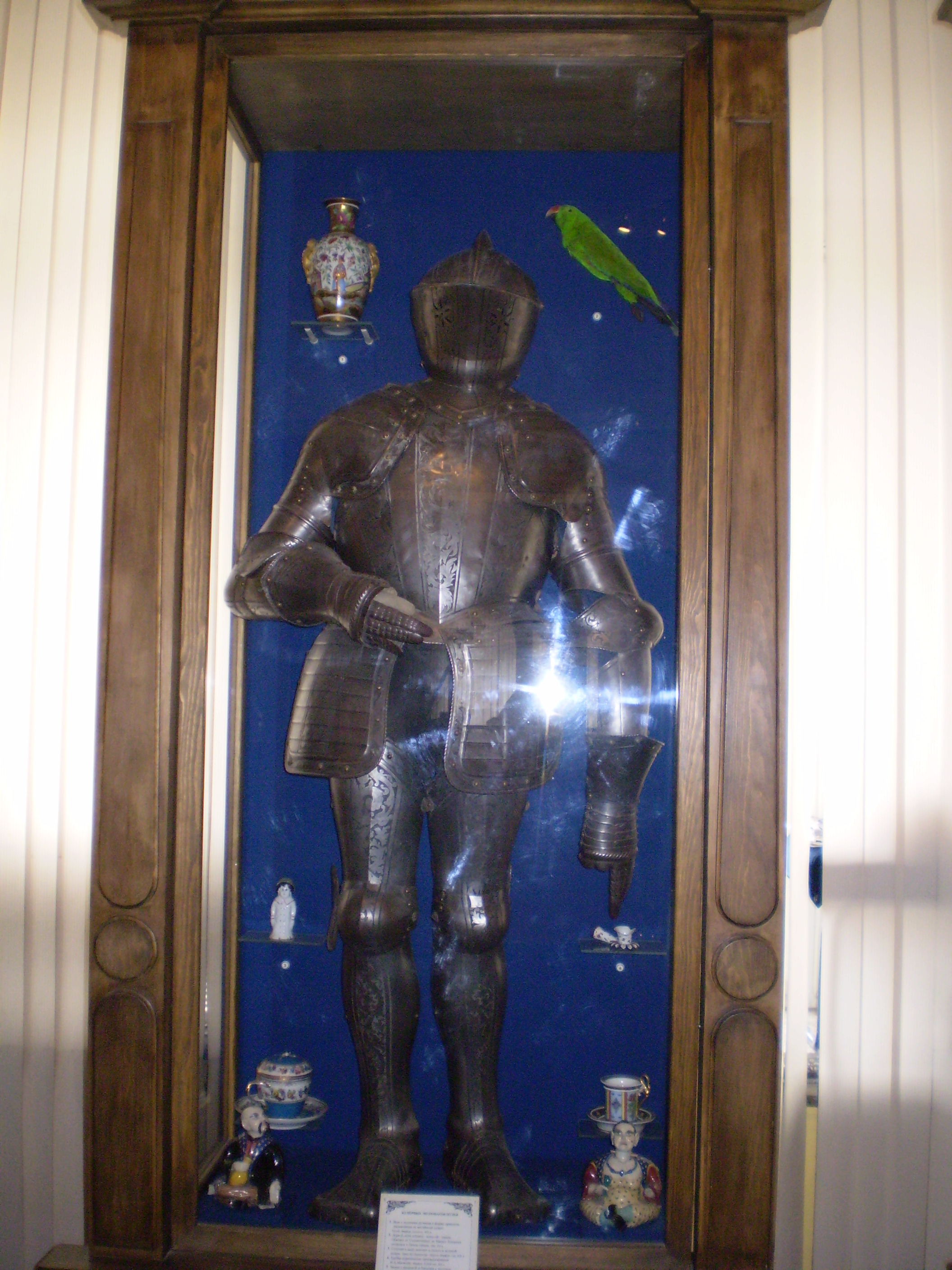
Один из первых экспонатов музея

Заседание Красноярской городской думы об открытии Городского общественного музея и библиотеки состоялось 7 февраля 1889 года.
Музей был открыт 12 (24) февраля 1889 года. Основатели красноярского музея — Иннокентий Алексеевич Матвеев и его супруга Юлия Петровна Матвеева (дочь купца Петра Ивановича Кузнецова) — представители местной интеллигенции. Первоначально музей находился в усадьбе Крутовских, по современному адресу: улица Каратанова, дом 11. Позднее музей переехал на второй этаж Гостиных рядов на Старобазарной площади.

### Здание музея
Нынешнее здание музея выстроено в египтизирующем стиле направления историзм по проекту известного красноярского архитектора Леонида Александровича Чернышёва (1875—1932). В 1912 году городская Дума Красноярска создала комитет по постройке здания краеведческого музея. Для строительства выбрали проект Чернышёва. Леонид Александрович согласился безвозмездно проектировать здание и контролировать ход работ. Строительство началось весной 1914 года, после назначения на должность губернатора Енисейской губернии Ивана Ивановича Крафта.
Из-за начала Первой мировой войны здание осталось недостроенным. В нём долго располагались казармы, а в 1920 году — военный госпиталь. В том же 1920 году при окуривании помещений серой недостроенное здание сгорело. Ремонт начался лишь в 1927 году. Здание музея было окончательно достроено только в 1929 году.
С 1930 года экспозиция и фонды музея располагаются в ныне существующем чернышёвском здании. Во время Великой Отечественной войны экспозиции были свёрнуты; в здании размещалось Управление Северного морского пути. В 1987—2001 годах проводилась масштабная реконструкция музея. С северной стороны построено современное фондохранилище. В 2013 году фасады музея отреставрировали по оригинальному проекту.

### Названия музея
В октябре 1903 года Городской общественный музей был передан в ведение Красноярского подотдела Восточно-Сибирского отдела Императорского Русского географического общества.
В 1920 году музей передан Наркомату просвещения. Название изменилось на «Государственный музей Приенисейского края».
После образования Красноярского края в 1935 году музей изменил название на Красноярский краеведческий музей.

## Экспозиция
- В 1892 году фонд музея насчитывал 10136 предметов.
- В настоящее время (на 1 января 2019 года) фонды музея насчитывают более 700 000 единиц хранения[7][8] — крупнейшее музейное собрание за Уралом.

Экспозиция отражает историю огромного региона с древнейших времён по настоящее время. Основа её — археологические (более 35 тыс. единиц хранения), палеонтологические (полный скелет мамонта, единственный в России скелет стегозавра, реконструкция шерстистого носорога и др.), художественные (более 10 тыс. единиц хранения), церковного искусства, этнографические, естественнонаучные коллекции мирового значения; письменные источники и рукописи, письменные документы; архив, библиотека, эпистолярное наследие декабристов, оружие, фонды В. И. Сурикова, В. П. Астафьева и многое другое.
Помимо прочих, в архиве музея имеются любопытные экспонаты, такие, как автограф Наполеона и автограф Григория Распутина.
Коллекции музея послужили основой для создания новых культурных объектов: Государственной универсальной научной библиотеки Красноярского края (1935), музея-усадьбы В. И. Сурикова (1948), Красноярского государственного художественного музея им. В. И. Сурикова (1957). Часть коллекций музей передал в Пушкинский Дом (1928), Зоологический музей АН СССР (Ленинград, 1934), Тувинский музей (1941). При участии сотрудников краевого музея создавались такие крупные музеи, как Государственный историко-этнографический музей-заповедник «Шушенское», Красноярский культурно-исторический музейный комплекс.
Экскурсии в музее ведутся на четырёх языках (русский, английский, немецкий, французский).

## Филиалы

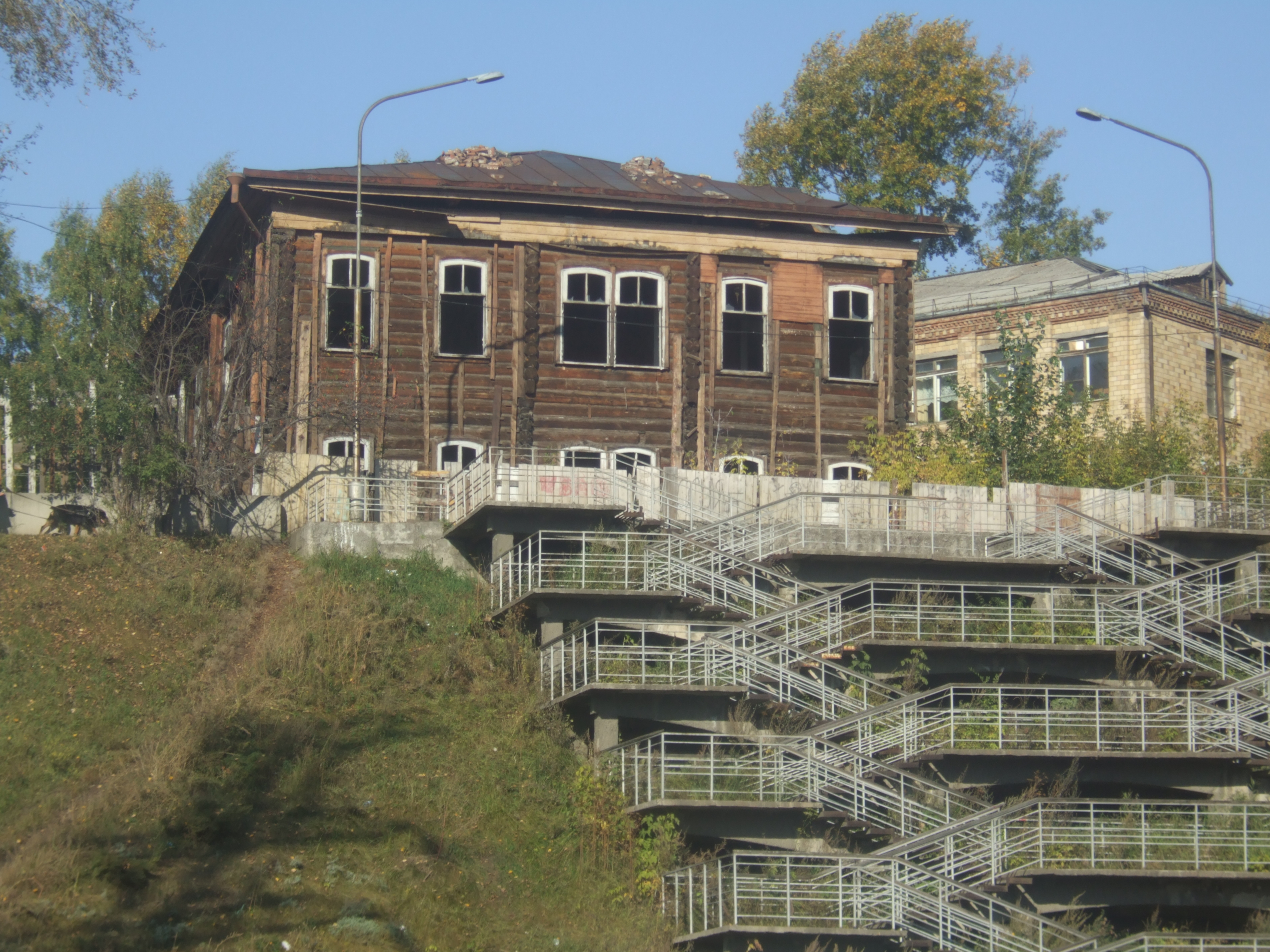
Здание библиотеки Юдина до окончания реставрации

- Литературный музей (ул. Ленина, 66). Открыт 6 июня 1997 года. Представляет собой салон, библиотеку, дискуссионный зал, книжную лавку, кафе. В собрании уникальные изобразительные, письменные источники, документы, фотографии, плакаты, афиши, автографы писателей и поэтов XIX—XX века, редкие книги и журналы XIX—XX веков.
- Музей-усадьба Г. В. Юдина (ул. Мелькомбинатская, 2/1). 2 декабря 2014 года состоялось торжественное открытие Музея-усадьбы Г. В. Юдина (бывший Мемориальный музей В. И. Ленина) с новой экспозицией «Библиотека Г. В. Юдина. История. Судьбы. Традиции». Основа музея — собрание книг библиофила Геннадия Васильевича Юдина (1840—1912). Бо́льшая часть собрания (81 тысяча книг) была продана в 1906 году в США. В 1907 году она составила ядро славянской части Вашингтонской Библиотеки Конгресса США. В структуру Музея-усадьбы входит «Библиотека музеев России», созданная по инициативе Красноярского краевого краеведческого музея и патронируемая самыми влиятельными общественными музейными организациями — Союзом музеев России и ИКОМ России. Библиотека музеев России продолжает российские библиофильские традиции, достойным представителем которых является Г. В. Юдин.
- Пароход «Св. Николай» (пл. Мира, 1а). Уникальный памятник истории и техники, построен в 1886 году, принадлежал крупному сибирскому промышленнику И. М. Сибирякову и был самым быстроходным по тем временам судном на Енисее. На этом пароходе в 1891 году, возвращаясь из путешествия на Восток, совершил краткую поездку цесаревич Николай, будущий император России Николай II. В 1897 году В. И. Ульянов (Ленин) и его соратники Г. М. Кржижановский и В. В. Старков отправились на этом пароходе в Минусинск, к месту ссылки.
- Мемориальный дом-музей В. П. Астафьева в посёлке Овсянка. Мемориальный комплекс возведён на средства некоммерческой организации «Благотворительный фонд А. Хлопонина». В него входят дом-музей В. П. Астафьева (2002) и музей повести «Последний поклон» (2004).
- Естественнонаучный отдел (ул. Калинина, 56), хранилище зоологической, палеонтологической, геологической и др. коллекций музея.[15]

## Известные сотрудники
- Адрианов, Александр Васильевич
- Ауэрбах, Николай Константинович
- Ермолаев, Владимир Петрович
- Каратанов, Дмитрий Иннокентьевич
- Красножёнова, Мария Васильевна
- Рыгдылон, Эрдэмто Ринчинович
- Тугаринов, Аркадий Яковлевич
- Яворский, Александр Леопольдович

## В кинематографе
- Красноярский краеведческий музей снят в художественном фильме «Алый камень» (Киностудия им. Горького, 1986). В фильме есть кадры с фасадом музея, интерьерами некоторых залов и экспонатов. По сценарию, один из главных героев фильма — Степан Егорышев, случайно зайдя в музей, находит там информацию про человека, которого он ищет — геолога Матвея Строганова.
- В 1983 году о пароходе «Св. Николай» Красноярской киностудией снят документальный фильм «На вечной стоянке».

## Галерея

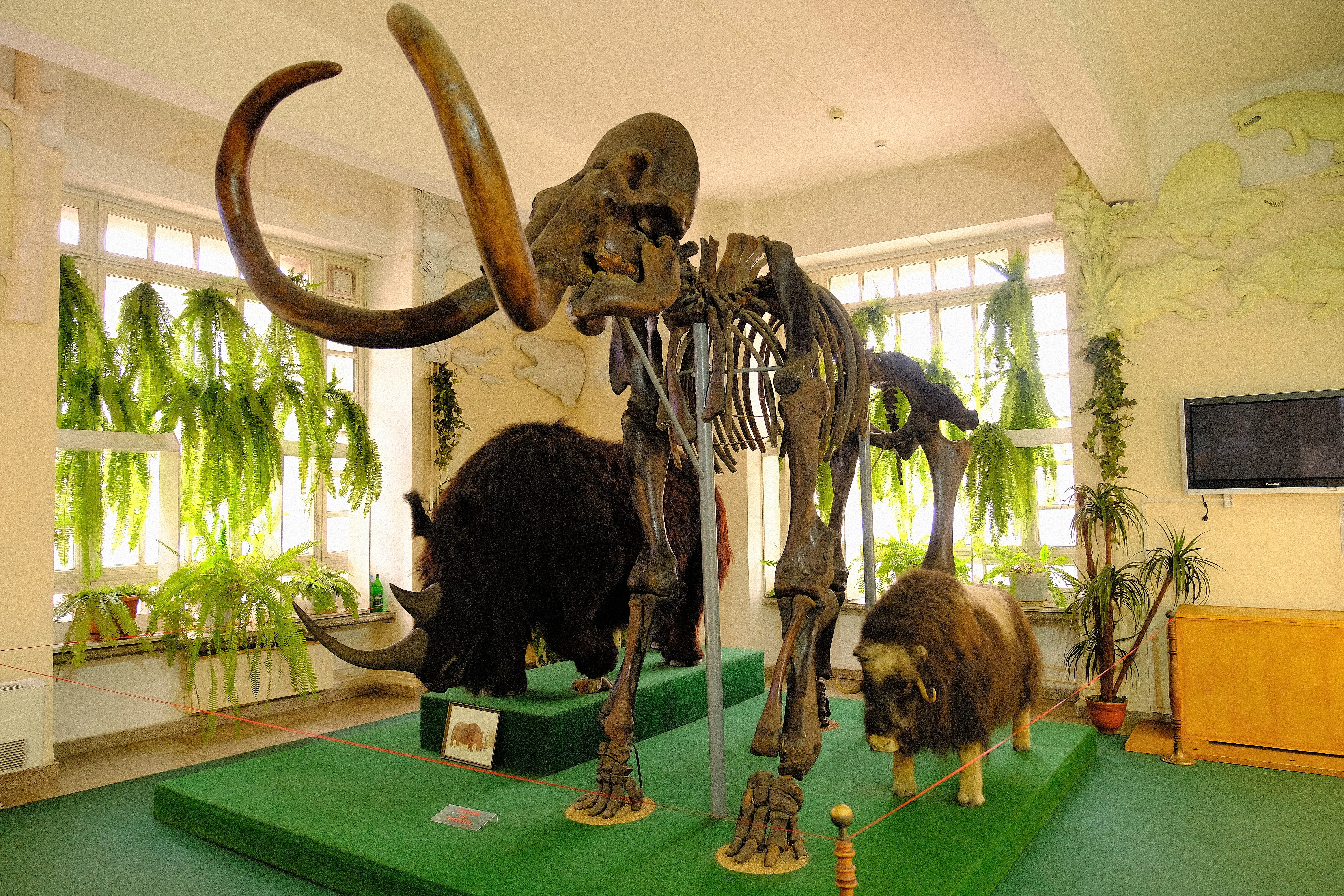
Скелет мамонта
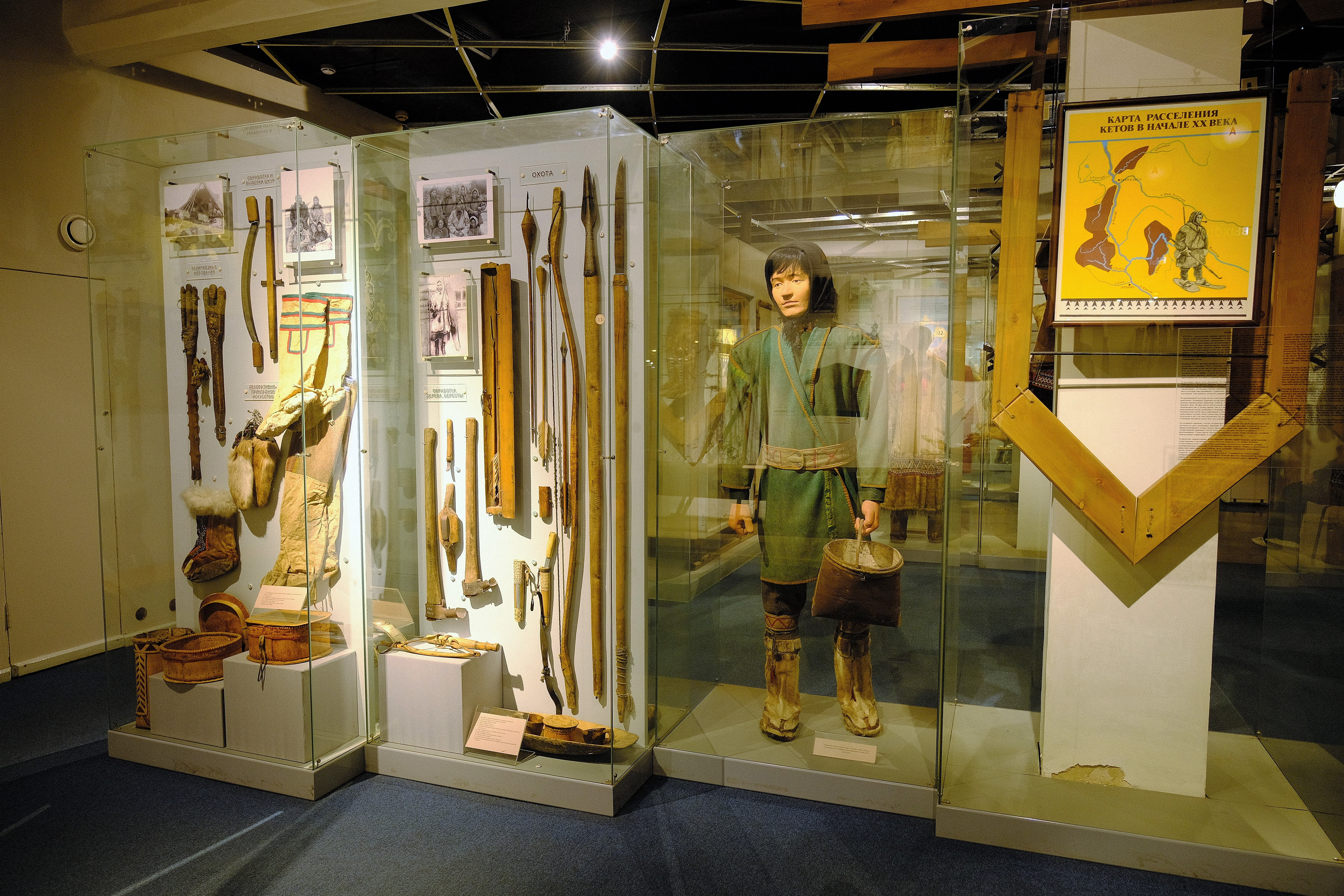
Карта расселения и быт кетов
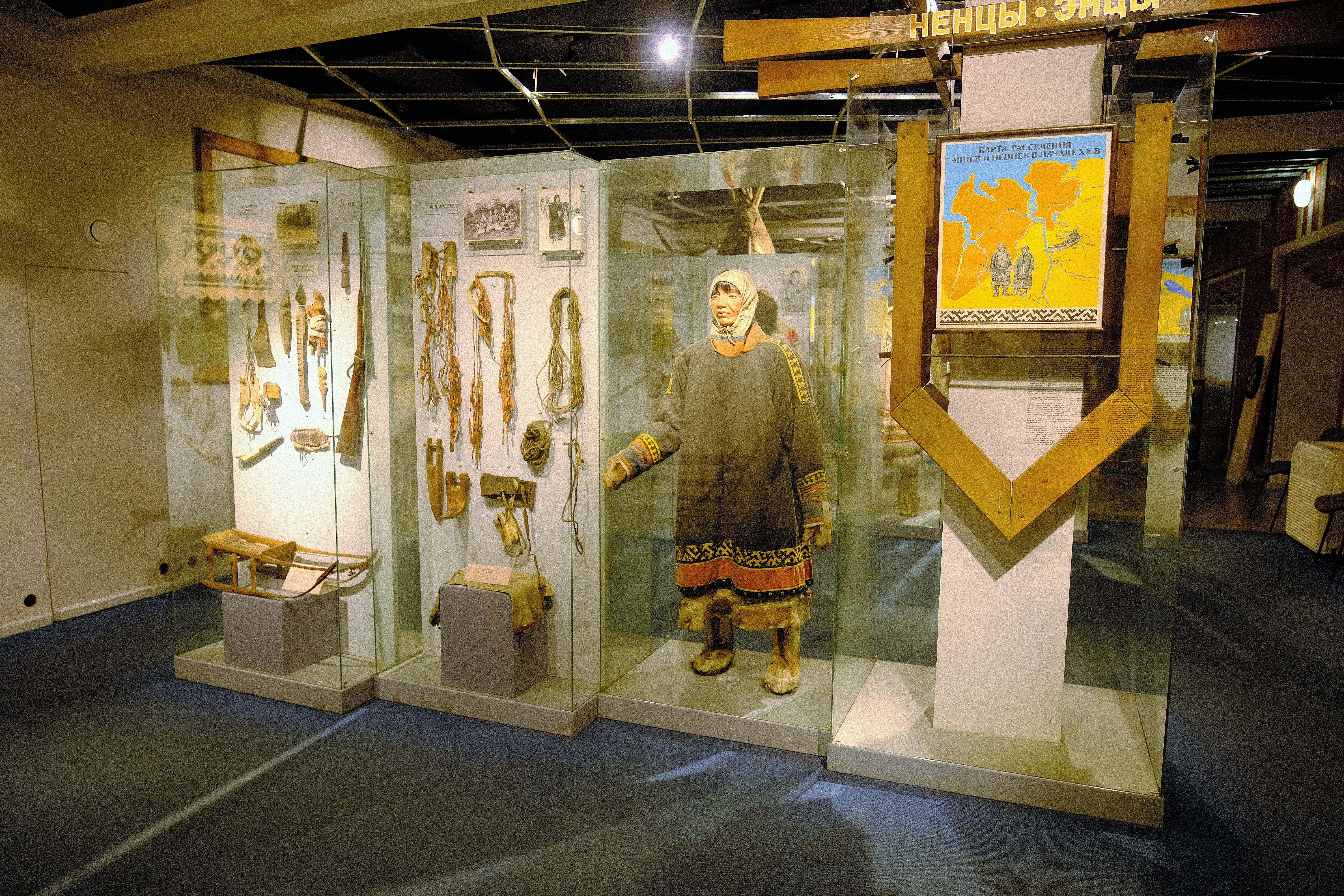
Карта расселения и быт ненцев и энцев
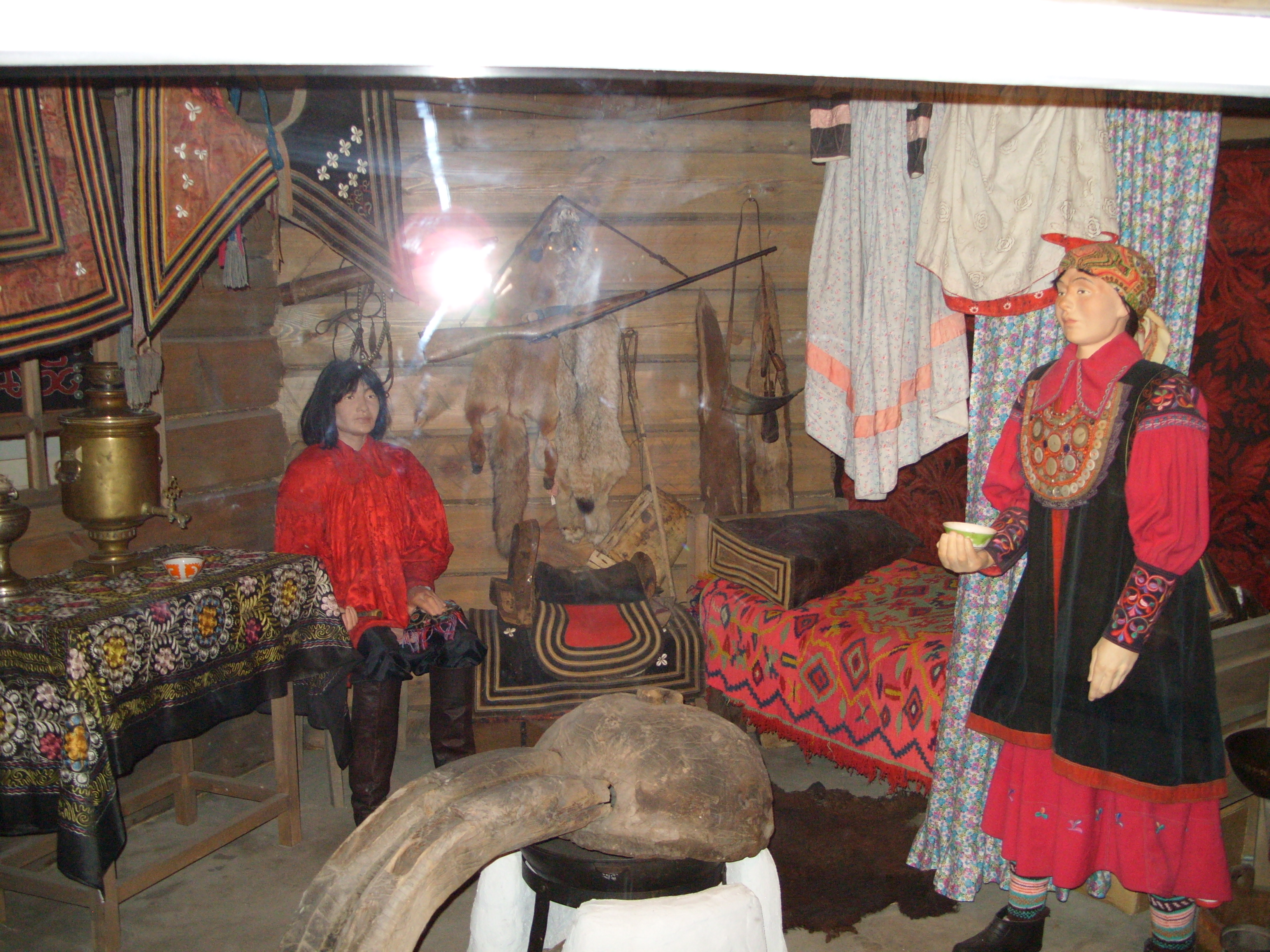
Интерьеры национальных жилищ
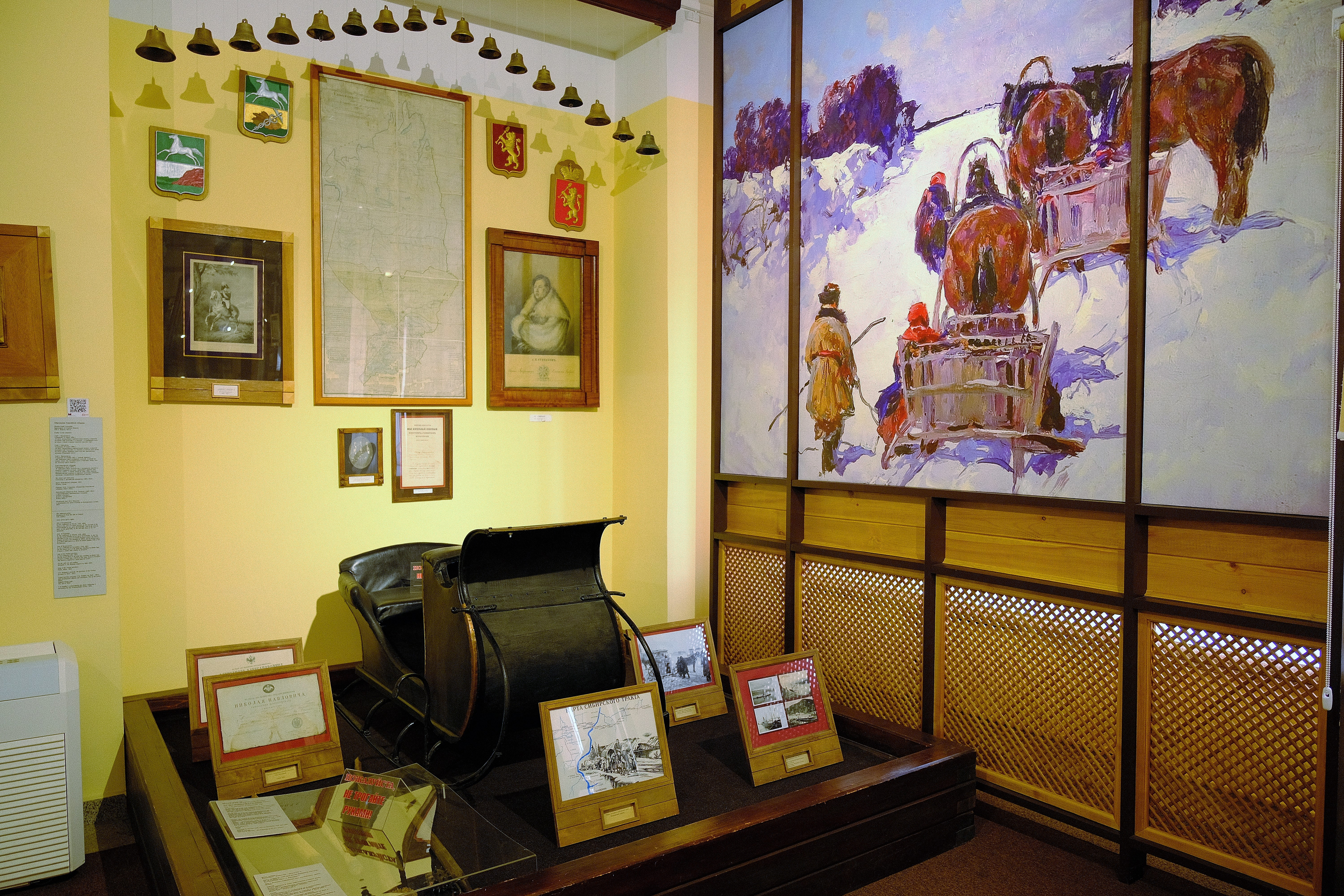
Экспозиция, посвящённая Сибирскому тракту
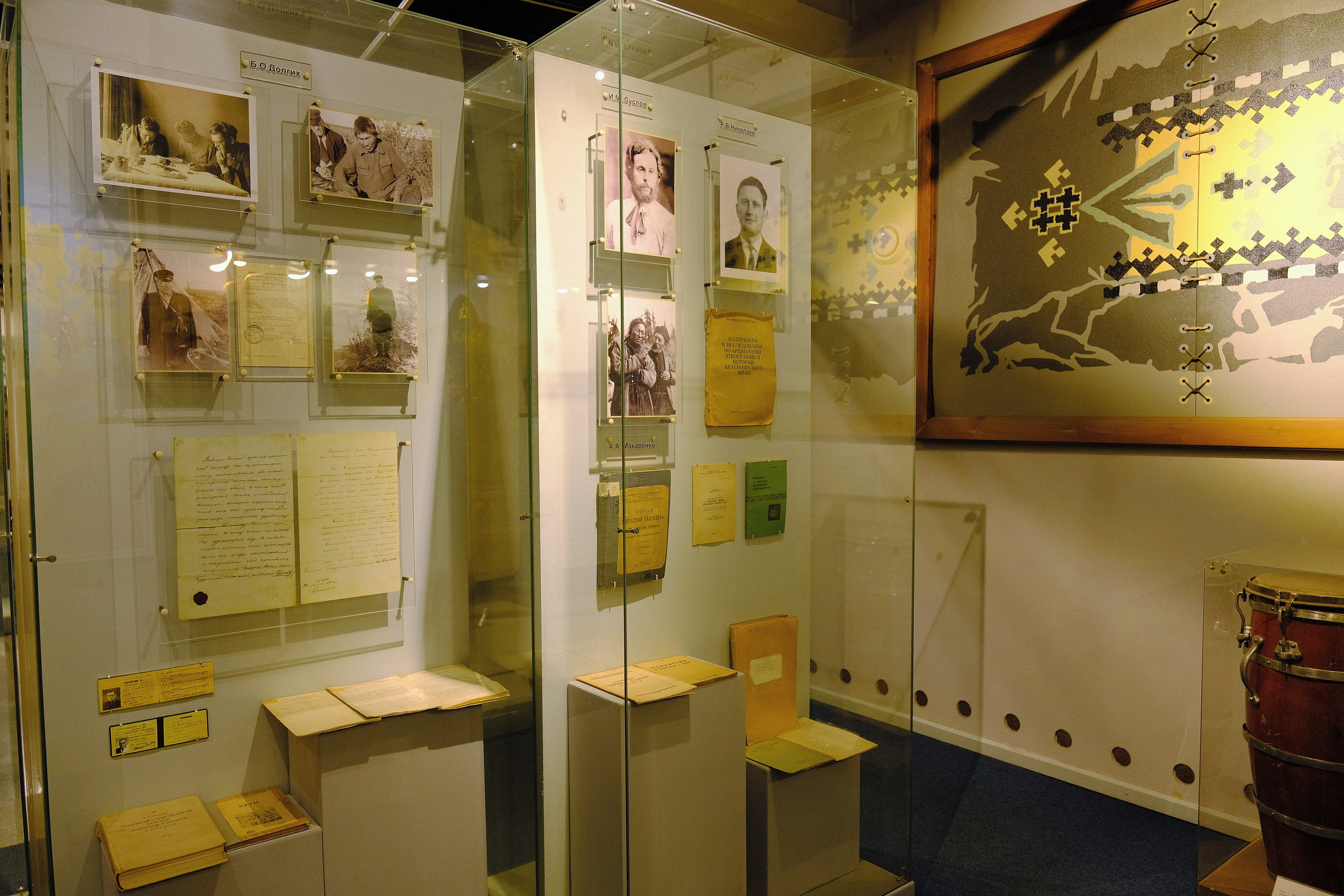
Экспозиция, посвящённая этнологам и краеведам
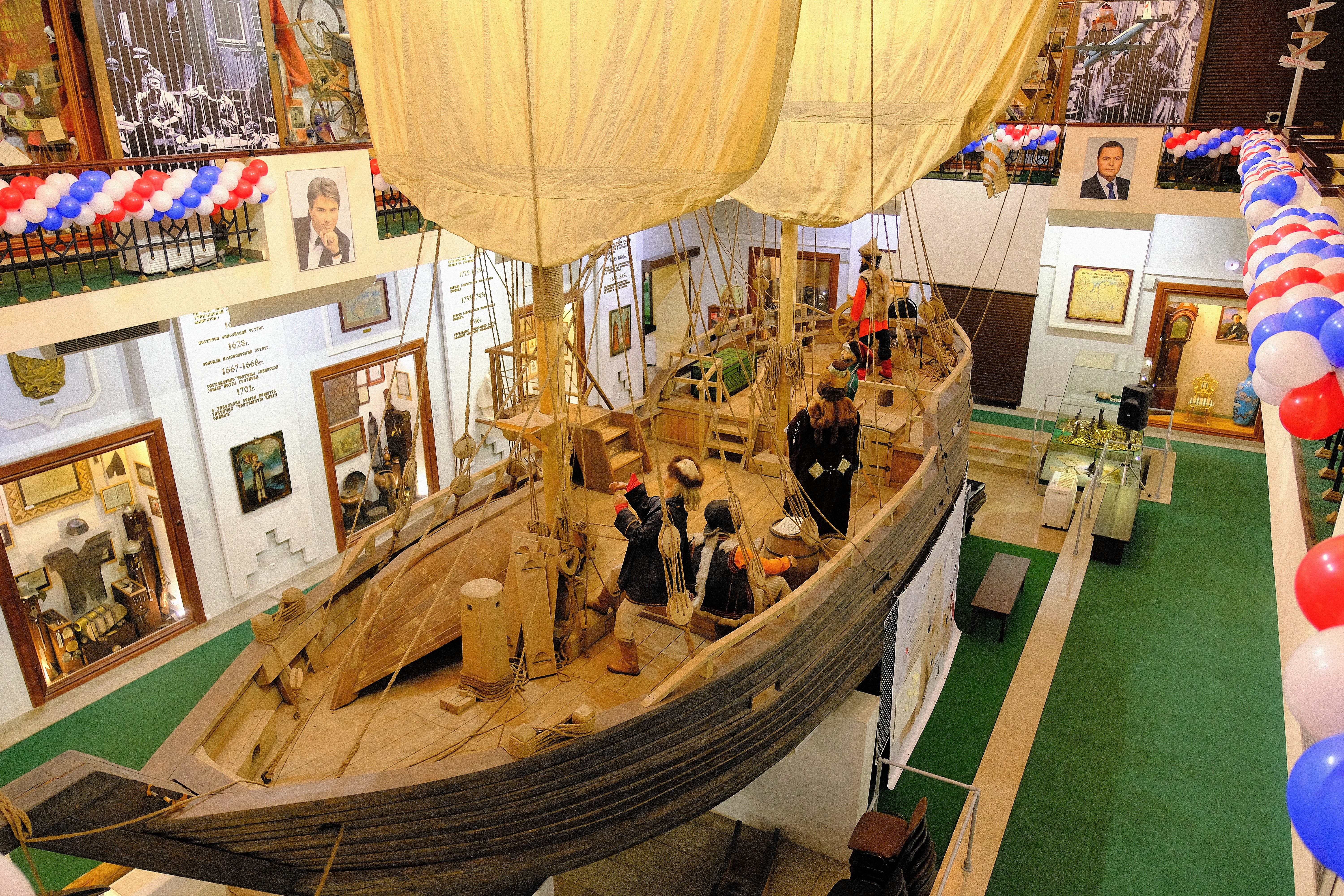
Коч землепроходцев